# Großes Schauspielhaus
Großes Schauspielhaus – berliński teatr założony przez Maxa Reinhardta w 1919 roku.

## Historia teatru
Pierwotnie budynek przyszłego teatru zaprojektowany był przez Friedricha Hitziga jako hala handlowa, później mieścił się tu Cyrk Schumanna. Jeszcze przed I wojną światową reżyser teatralny Max Reinhardt organizował u Schumanna swoje monumentalne spektakle (Król Edyp, 1910; Jedermann 1911). Zadowolony z efektów pracy w tym miejscu nabył budynek z myślą o stworzeniu w nim regularnego masowego teatru, „teatru dla pięciu tysięcy”. Projekt przebudowy w stylu ekspresjonistycznym stworzył Hans Poelzig, jednak prace adaptacyjne przerwała wojna. Großes Schauspielhaus został otwarty dopiero w 1919 roku, a premierowym spektaklem była Oresteja Ajschylosa. Dla zamożnych przeznaczono miejsca tuż przy scenie, dalsze rzędy były do dyspozycji uboższej publiczności. Tutaj w latach 1924–25 swoje słynne Czerwone Rewie organizował Erwin Piscator.
Na widownię wchodziło się z niskiego foyer. Brak balkonów na sali widowiskowej potęgował wrażenie ogromnej przestrzeni roztaczającej się przed widzem. Kopułę podpierały filary przypominające kształtem stalaktyty, wypełniały ją kolorowe żarówki, mogące tworzyć podczas spektaklu różne wzory. Teatr posiadał nowoczesne wyposażenie, zaplecze dla artystów, a także restaurację, kawiarnię i bar dla publiczności.
W 1933 roku teatr przejęli naziści. Jego architekturę zaliczyli do kategorii sztuki zdegenerowanej. Zakryli ekspresjonistyczne ozdoby, salę pomniejszyli montując podwieszany sufit. Po wojnie w teatrze nadal odbywały się widowiska pod nazwą Friedrichstadtpalast, został on jednak w 1949 roku znacjonalizowany. Przez pewien czas pełnił funkcję magazynu wojskowego.
W roku 1980 podczas wykopów pod budowę nowego bloku z pokojami chorych dla pobliskiego szpitala Charité obniżono poziom wód gruntowych na tyle, że drewniane pale, na których zbudowano Großes Schauspielhaus, uległy procesom gnilnym. Budynek zaczął osiadać i w czasie corocznej kontroli stanu technicznego wydano zakaz użytkowania. Rzeczywiste przyczyny zamknięcia budynku zatajono, gdyż obniżenie zwieciadła wód gruntowych dotknęło też tereny Berlina Zachodniego. Nieużywany teatr został w 1988 rozebrany.